# 費霍普夫山
46°02′55″N 7°53′00″E / 46.04860°N 7.88338°E
費霍普夫山（Feechopf），是瑞士的山峰，位於該國西南部，由瓦萊州負責管轄，屬於本寧阿爾卑斯山脈的一部分，海拔高度3,887米，每年平均降雨量1,358毫米。